# Isserpent
Isserpent – miejscowość i gmina we Francji, w regionie Owernia-Rodan-Alpy, w departamencie Allier.

## Demografia
Według danych na rok 1990 gminę zamieszkiwało 511 osób, a gęstość zaludnienia wynosiła 19 osób/km². W styczniu 2015 r. Isserpent zamieszkiwały 524 osoby, przy gęstości zaludnienia wynoszącej 19,5 osób/km².